# Recall
「Recall」（リコール）は、Rayの楽曲。川田まみが作詞、井内舞子が作曲を手掛けた。Rayの3枚目のシングルとして2013年2月6日にジェネオン・ユニバーサルから発売された。

## 音楽性
本曲は、テレビアニメ『AMNESIA』のエンディングテーマに起用された。
主人公の視点に可愛さと無機質さを併せ持った人形のイメージを混ぜて歌った曲。また、Ray自身事前に『AMNESIA』の原作ゲームをプレイしていたことも手伝って、主人公に感情移入できたことを明かしている。
PVは指先まで使った細かいものに仕上がっている。

## シングルリリース
2013年2月6日にジェネオン・ユニバーサルから発売された。Rayのシングルとしては前作「楽園PROJECT」から約4か月ぶりのリリースとなる。
販売形態は初回限定盤と通常盤の2種リリースで、初回限定盤には本曲のPVを収録したDVDが同梱されている。
カップリング曲「双翼のエトワール」は、「Recall」と違い、かなり明るい曲調になっており、Rayによればライブで盛り上がれるという。

## シングル収録内容
CDシングル
1. Recall [4:27]
  - 作詞：川田まみ、作曲・編曲：井内舞子
  - テレビアニメ『AMNESIA』エンディングテーマ
2. 双翼のエトワール [4:16]
  - 作詞：くまのきよみ、作曲：尾崎武士、編曲：尾崎武士・中沢伴行
3. Recall（instrumental）
4. 双翼のエトワール（instrumental）

DVD（初回限定盤のみ）
1. Recall（PV）
2. PV making
3. Special Spot

## チャート
| チャート（2013年）                | 最高位 |
| --------------------------------- | ------ |
| オリコン                          | 30     |
| Billboard JAPAN Hot Singles Sales | 29     |
| Billboard JAPAN Hot Animation     | 20     |
| CDTV                              | 54     |